# ARP String Ensemble
Le Solina String Ensemble, également commercialisé sous le nom d’ARP String Ensemble, est un synthétiseur multi-orchestre entièrement polyphonique avec un clavier à 49 touches, produit par Eminent BV (connu pour sa marque Solina ). Il a été distribué aux États-Unis par ARP Instruments de 1974 à 1981. Les sons qu'il incorpore sont le violon, l'alto, la trompette, le cor, le violoncelle et la contrebasse. Le clavier utilise la technologie de division «style orgue» pour le rendre polyphonique. Le chorus intégré donne à l'instrument son son distinctif.

## Technologie
La technologie de base est basée sur la section d'ensemble à cordes de l' orgue électronique Eminent 310 Unique de 1972, fabriqué par la société néerlandaise Eminent BV. L'oscillateur principal se compose de douze générateurs de sons discrets avec une division d'octave vers le bas pour fournir une polyphonie complète (cependant toutes les notes proviennent de la même enveloppe et du même filtre, il s'agit donc en fait d'une machine à cordes paraphonique) ; et l'effet triple chorus intégré utilise des dispositifs à godets-brigade (BBD) contrôlés par deux LFO pour créer le vibrato caractéristique.
Quatre versions ont été publiées :
- SE-I: sortie mono avec un chorus permanent
- SE-II: sortie mono avec un interrupteur ON / OFF pour le chorus.
- SE-III: Sorties stéréo avec un chorus repensé.
- SE-IV: sorties stéréo avec LED ajoutées sur le panneau avant

## Utilisateurs notables
Le Solina String Ensemble a été largement utilisé par les artistes pop, rock, jazz et disco des années 1970, dont Richard Wright de Pink Floyd, sur des albums tels que Wish You Were Here (notamment sur Shine On You Crazy Diamond et Have a Cigar) et Animals, Herbie Hancock, Bernie Worrell, Billy Beck (The Ohio Players ), Kerry Livgren (Kansas), Dennis DeYoung et Eumir Deodato. Parliament a utilisé la Solina sur plusieurs pistes, en particulier comme instrument solo sur des chansons telles que Give Up The Funk. Elton John utilise un ensemble à cordes sur sa chanson à succès Someone Saved My Life Tonight, les Rolling Stones dans leur hit Fool to Cry, KC & the Sunshine Band dans leur hit Please Don't Go, les Buggles dans Video Killed the Radio Star, Hall & Oates dans leur version de reprise de You've Lost That Lovin' Feeling ", et Rick James dans Mary Jane.
Plus récemment, le groupe virtuel Gorillaz en a fait usage notamment sur le titre Clint Eastwood.